# Antti-Jussi Juntunen
Antti-Jussi Juntunen, né le 6 avril 1999 à Korso, est un coureur cycliste finlandais.

## Biographie
Antti-Jussi Juntunen naît à Korso, un quartier de la ville de Vantaa en Finlande. Il commence le cyclisme à l'âge de 7 ans, tout d'abord par le VTT, avant de passer à la route. Il pratique également le hockey sur glace, qu'il délaisse à l'âge de 16 ans pour se concentrer sur le vélo. Son père Pasi, également ancien coureur cycliste, dirige un club cycliste local en Finlande.
Chez les juniors, il devient successivement vice-champion de Finlande de cyclo-cross en 2014, champion national de VTT cross-country en 2015 et double champion de Finlande en VTT et en contre-la-montre en 2016. En 2017, il participe au championnat d'Europe de Herning, où il se classe 26e. Il court également sous les couleurs de l'équipe du Centre mondial du cyclisme pendant l'été.
Il fait ses débuts espoirs en 2018 au Team Rémy Meder Haguenau, club français évoluant en division nationale 2. Auteur de quelques tops 10 en France, il devient également vice-champion de Finlande sur route espoirs, à Noormarkku. L'année suivante, il rejoint le Turun Urheiluliitto, club finlandais historique, tout en signant en France au GSC Blagnac Vélo Sport 31, en division nationale 1. En juin, lors des championnats de Finlande, il remporte le titre national en ligne et termine deuxième du contre-la-montre, dans la catégorie espoirs (moins de 23 ans). Il signe également de nouveaux tops 10 dans le calendrier national français.
En 2020, il signe chez Tartu 2024-Balticchaincycling.com, qui obtient le statut d'équipe continentale,. Cette équipe est basée à Tartu, en Estonie, ville où il étude à cette période. Lors de la saison 2020, il devient champion de Finlande sur route chez les élites et les espoirs. En 2021, il remporte son premier succès sur l'UCI Europe Tour lors de la dernière étape du Dookoła Mazowsza. En plus du cyclisme sur route, il est champion de Finlande de cyclo-cross en 2020 et 2021.
En 2022, il signe au sein de l'équipe continentale néerlandaise À Bloc CT.

## Palmarès sur route

### Par année
| - 2016 - Champion de Finlande du contre-la-montre juniors - 3e du championnat de Finlande sur route juniors - 2018 - 2e du championnat de Finlande sur route espoirs - 2019 - Champion de Finlande sur route espoirs - 2e du championnat de Finlande du contre-la-montre espoirs - 2020 - Champion de Finlande sur route - Champion de Finlande sur route espoirs - 2e du championnat de Finlande du contre-la-montre espoirs - 3e du championnat de Finlande du contre-la-montre - 3e de la Carpathian Couriers Race - 2021 - Champion de Finlande sur route espoirs - Hyrylän Ajot - 4e étape du Dookoła Mazowsza - 3e du championnat de Finlande sur route - 3e du Baltic Chain Tour | - 2022 - Kortteliajot - 3e du championnat de Finlande sur route - 2023 - Champion de Finlande sur route - Rosendahl GP - Helsinki Velo Tour - 1re étape du Red Bull Tour of Vikings - 2e du Red Bull Tour of Vikings - 2025 - Turun Sanomien Kortteliajot - Rosendahl GP |  |

### Classements mondiaux
| Année                                 | 2018  | 2019  | 2020 | 2021 | 2022  | 2023  | 2024  |
| ------------------------------------- | ----- | ----- | ---- | ---- | ----- | ----- | ----- |
| Classement mondial                    | 1846e | 2039e | 448e | 469e | 1440e | 1077e | 1463e |
| UCI Europe Tour                       | 1218e | 1331e | 367e | 381e | 979e  | nc    | nc    |
|                                       |       |       |      |      |       |       |       |
| Légende : nc = non classéSource : UCI |       |       |      |      |       |       |       |

## Palmarès en cyclo-cross
- 2014-2015
  - 2e du championnat de Finlande de cyclo-cross juniors
- 2020-2021
  -  Champion de Finlande de cyclo-cross
- 2021-2022
  -  Champion de Finlande de cyclo-cross
- 2024-2025
  -  Champion de Finlande de cyclo-cross

## Palmarès en VTT
- 2015
  -  Champion de Finlande de cross-country juniors
- 2016
  -  Champion de Finlande de cross-country juniors